# Donja Stubica
Donja Stubica – miasto w Chorwacji, w żupanii krapińsko-zagorskiej, siedziba miasta Donja Stubica. W 2011 roku liczyła 2200 mieszkańców.
Została założona w 1209 roku przez króla Andrzeja II, podczas okresu unii Chorwacji z Węgrami.